# Star Wars Battlefront II (2017)
Star Wars Battlefront II (kurz meist SWBF II genannt) ist ein Ego-Shooter/Third-Person-Shooter, basierend auf dem Star-Wars-Universum. Das Spiel stellt den siebten Teil der Star-Wars:-Battlefront-Computerspielreihe dar und wurde von EA DICE entwickelt und von Electronic Arts veröffentlicht. Das Spiel erschien am 17. November 2017 für die PlayStation 4, Xbox One und für Windows.
Das Spiel sollte nicht mit dem ursprünglichen Star-Wars-Battlefront-II-Spiel aus dem Jahr 2005 verwechselt werden; es lässt sich als eine Neuauflage sehen. Es ist der Nachfolger von Star Wars: Battlefront aus dem Jahr 2015.

## Einzelspieler

### Haupthandlung
Neben dem Mehrspielermodus bietet Star Wars Battlefront II, im Gegensatz zum Vorgänger von 2015, eine Einzelspieler-Kampagne mit einer zusammenhängenden Handlung, die zum offiziellen Star-Wars-Kanon gehört und zwischen den Episoden Die Rückkehr der Jedi-Ritter und Das Erwachen der Macht angesiedelt ist. Der Spieler übernimmt in den meisten der insgesamt 13 Kapiteln die Rolle von Iden Versio, der Kommandantin des "Inferno-Trupps", einer imperialen Spezialeinheit. Bei manchen Abschnitten treten einige bekannte Figuren aus der Star-Wars-Originaltrilogie wie Luke Skywalker, Han Solo und Leia Organa als spielbare Charaktere auf.
Das Spiel beginnt vor der Schlacht von Endor auf dem Rebellen-Schlachtkreuzer Invincible Faith, wo Iden gefangen gehalten und vernommen wird. Vor dem Einsetzen der Handlung fing das Schiff eine imperiale Botschaft ab, welche, einmal entschlüsselt, die Rebellen vor der Falle des Imperators Palpatine über dem Waldmond Endor warnen würde. Idens Gefangennahme ist Teil ihres Plans, auf die Faith zu gelangen und die Nachricht zu eliminieren. In ihrer Zelle aktiviert sie heimlich per Fernsteuerung ihren an Bord des Schiffes geschmuggelten ID10-Suchdroiden, der über die Lüftungsschächte zu ihr gelangt und sie befreit. In der Kommunikationszentrale findet Iden die Nachricht und löscht sie. Als ihr Ausbruch von den Rebellen bemerkt wird, kämpft sie sich ihren Weg durch das Schiff frei und flieht über die Luftschleuse ins All. Im richtigen Moment wird sie von der Corvus, dem Kommandoschiff des Inferno-Trupps, aufgesammelt.
Wenig später, als die Schlacht von Endor in vollem Gange ist, wird der Inferno-Trupp, bestehend aus Iden und den beiden Elite-Soldaten Del Meeko und Gideon Hask, auf den Waldmond beordert, um den von den Rebellen eingenommenen Todesstern-Schildgenerator wieder in Betrieb zu nehmen. Das Trio trifft jedoch zu spät ein, da die Anlage bereits völlig zerstört worden ist. In der Zwischenzeit gelingt es der Rebellenallianz, den zweiten Todesstern zu vernichten, dessen Explosion Iden und ihre Männer voller Entsetzen von Endor aus mitansehen müssen. Daraufhin evakuieren sie alle verbliebenen Sturmtruppen und verlassen Endor in ihren TIE-Jägern. Zwischen den Trümmern des Todessterns wird jedoch die Corvus, die bei der Explosion beschädigt wurde, von Rebellenschiffen attackiert. Nachdem der Inferno-Trupp den Angriff erfolgreich abgewehrt hat, begibt Iden sich an Bord des Sternenzerstörers Schnitter, wo sie von Admiral Gerrick Versio, ihrem Vater und gleichzeitig Vorgesetzten, vom Tod des Imperators erfährt. Der „Abgesandte“, ein Droide, setzt sie über einen Notfallplan namens „Operation Asche“ (im Original: Operation Cinder) in Kenntnis, an dessen Durchführung der Inferno-Trupp beteiligt werden sollte. Über den genauen Inhalt des Plans wird Iden noch nicht unterrichtet.
Als Vorbereitung für Operation Asche wird der Inferno-Trupp mit der Sicherung einiger experimenteller Satelliten beauftragt, die der Sternenzerstörer Dauntless in einer Orbitalwerft über Fondor übernehmen sollte. Gerade als die Satelliten sichergestellt wurden, wird die Werftanlage von einer Flotte der Rebellenallianz angegriffen. In den Wirren der darauffolgenden Raumschlacht dringen Iden und Hask mit ihren TIE-Jägern in ein Schlachtschiff der Rebellen ein und sabotieren darin die Ionenkanonen, welche die Dauntless beschießen. Anschließend zerstört Iden die Dock-Klammern und den Kommunikationsturm der Werft, so dass der Sternenzerstörer schnellstens befreit und zu seinem Ziel aufbrechen kann.
Die nächste Mission des Inferno-Trupps besteht darin, ein geheimes Observatorium des Imperators auf dem Planeten Pillio zu zerstören, bevor die Rebellen die dort verwahrten Artefakte finden können. Del wird von Iden für diese Aufgabe zugeteilt und begibt sich mit einigen Sturmtrupp-Einheiten dorthin. Die Landung auf Pillio wird allerdings von Luke Skywalker beobachtet, der hier einen Ruf der Macht vernahm. Luke geht der Sache auf den Grund und bekämpft die angreifenden Sturmtruppen. Als er Del in einer Höhle vorfindet, steckt dieser gerade in bernsteinartigen Ausscheidungen einer einheimischen Käferart fest. Weil der Imperiale um Hilfe bittet, befreit Luke diesen mit seinem Lichtschwert und verschont ihn. Gemeinsam setzen sie ihren Weg durch den Untergrund fort und gelangen, nachdem Del die Verteidigungssysteme abgeschaltet hat, schließlich in das Observatorium. Darin findet Luke einen Kompass, welcher sich als die Quelle für den Macht-Ruf herausstellt. Wohl als Ausgleich für seine Rettung, erhält er von Del die Erlaubnis, das Artefakt zu behalten. Nach der anschließenden Zerstörung des Observatoriums gehen beide Männer wieder getrennte Wege. Das Treffen mit dem Jedi inspiriert Del allerdings, die Vorgehensweisen des Imperiums zunehmend in Frage zu stellen
Der Inferno-Trupp erfährt schließlich, was es mit den aus Fondor hergebrachten Satelliten auf sich hat: Im Zuge von Operation Asche sollen sie verschiedene Planeten durch Klima-Manipulation unbewohnbar machen, um damit eine Warnung in die ganze Galaxis zu schicken, sich nicht gegen das Imperium zu wenden. Zu Idens Entsetzen will ihr Vater die Klimawandler auch über ihrer Heimatwelt Vardos einsetzen. Gleb, die Leiterin des Jinata-Sicherheitsdienstes, hat noch etwas gut bei Admiral Versio, weswegen der Inferno-Trupp sie vom Planeten wegbringen soll. In der Hauptstadt Kestro angekommen, beobachtet Iden, wie imperiale Truppen die Evakuierung der Zivilbevölkerung verhindern, obwohl es sich bei denen um loyale Bürger des Imperiums handelt. Als Iden und Del einigen verletzten Zivilisten helfen wollen, stellt sich ihnen Hask in den Weg, da dieser auf einer strikten Einhaltung der Missionsziele beharrt. Es kommt zum Streit, in dessen Verlauf Iden und Del die Befehle verweigern und gezwungen sind, Hask zu überwältigen und aus der Stadt zu fliehen. Da beide nun als Verräter des Imperiums gejagt werden, stehlen sie einen AT-AT und schießen sich einen Weg zur Corvus frei. Nachdem sie mehrere Zivilisten in das Schiff evakuiert haben, fliehen sie vom Planeten.
Iden und Del müssen einsehen, dass es im Imperium keinen Platz mehr für sie gibt. Sie entscheiden sich, die Rebellenallianz zu kontaktieren, und ergeben sich ihr. Nach eingehenden Verhören wird ihnen von Lando Calrissian angeboten, sich der Danger-Staffel anzuschließen und bei der Verteidigung des Planeten Naboo vor Operation Asche zu helfen. Zusammen mit Leia Organa gelingt es ihnen, die Satelliten zu zerstören sowie ein imperiales Großkampfschiff außer Gefecht zu setzen. Danach landen sie auf Naboo, wo anrückende imperiale Streitkräfte die Hauptstadt Theed bedrohen. Shriv, der Anführer der Danger-Staffel, und Iden sowie Leia und Del bilden zwei Teams und reparieren Relais in der Stadt, mit denen eine mächtige Ionenwaffe im königlichen Palast wieder funktionsfähig gemacht wird. Durch die Auslösung des Ionenimpulses deaktivieren sich die Waffen aller Imperialen, die anschließend von den Rebellen, die sich im Palast verschanzt hatten, gefangen genommen werden können.
Einige Monate später führen Iden und Del den Inferno-Trupp fortan als Einheit der Neuen Republik, dem sich auch Shriv anschließt. Auf der mittlerweile umgebauten Corvus erhält Iden von Leia den Auftrag, Han Solo auf Takodana ausfindig zu machen. Dieser ist in Maz Kanatas Schloss auf der Suche nach Ralsius Paldora, einem imperialen Deserteur, der ihm wichtige Informationen zum Imperium beschaffen soll. Han findet ihn, erfährt jedoch, dass die versprochenen Informationen in zwei Datenwürfeln im nahen Wald versteckt sind. Den beiden gelingt es, die Datensätze zu finden, und sie begeben sich zum Millennium Falken. Dabei werden sie jedoch von soeben gelandeten Sturmtruppen attackiert, die auf Paldoras Verrat aufmerksam geworden sind. Mit ihren X-Flüglern treffen Iden und Shriv noch rechtzeitig am Ort des Geschehens ein und schlagen die Angreifer zurück. Han, Paldora und Chewbacca heben daraufhin mit dem Falken ab und holen noch einige TIE-Jäger sowie ein imperiales Kampfschiff vom Himmel, bevor sie den Planeten verlassen.
Den Informationen Paldoras zufolge leitet Idens Vater einige Missionen auf den Planeten Bespin und Sullust. Sie beschließt, ihn zu suchen, und begibt sich mit Del zur Chinook-Station auf Bespin, da man herausfand, dass ihr ehemaliger Kamerad Hask im Auftrag Admiral Versios dort Schiffe betankt. Als Sturmtruppen verkleidet, schleichen sich Iden und Del zur Kommandozentrale der Station, finden darin aber nur ein Hologramm von Hask, der die beiden darüber informiert, dass er von ihrem Eindringen gewusst und ihnen eine Falle gestellt hat. Hask entkommt in einem Sternenzerstörer, während Iden und Del von Sturmtruppen angegriffen werden. Nach mehreren Gefechten in der Station schnappen die beiden sich einen Wolkenstadtwagen und beschießen damit die Betankungsplattformen. Die dadurch ausgelöste Kettenreaktion zerstört neben den Treibstoffzellen auch drei weitere Sternenzerstörer.
Nach dieser Aktion erhalten Shriv und Lando von Iden den Auftrag, Waffen aus einer verlassenen imperialen Waffenfabrik auf Sullust zu bergen. Als die beiden die Fabrik durchsuchen, stellt sich jedoch heraus, dass diese voll in Betrieb und von Sturmtruppen besetzt ist. Lando ändert kurzerhand den Plan um: Statt die Waffen zu bergen, manipuliert er die Lavapumpen, so dass die gesamte Fabrik mit Lava geflutet und zerstört wird. Anschließend fliehen er und Shriv in einem gestohlenen AT-ST nach draußen. In dem Moment bricht der Vulkan hinter der Waffenfabrik aus, und die beiden werden von Lava umschlossen. Iden gelingt es jedoch rechtzeitig, Lando und Shriv mit der Corvus in Sicherheit zu bringen.
Wenige Tage später sammelt die Neue Republik ihre Streitkräfte über dem Wüstenplaneten Jakku, wo die entscheidende Schlacht gegen das Imperium ausgetragen wird. Auch der Inferno-Trupp trifft in dem Moment ein, als die Kampfhandlungen bereits ausgebrochen sind. Während Del die Kontrolle über die Corvus übernimmt, versuchen Iden und Shriv in ihren X-Flüglern sowohl im Luft- als auch im Bodenkampf mitzuhelfen. Sie folgen dem Notsignal einer Truppe Verbündeter, die von AT-ATs attackiert werden. Mithilfe mehrerer Orbitalschläge aus dem Raumschiff Unity gelingt es ihnen, die Angreifer zu eliminieren. Nachdem die Verbündeten an Bord der Corvus gebracht wurden, begeben sich Iden und Shriv zu einem abgestürzten Sternenzerstörer und bringen darin mehrere TIE-Bomber mittels Sprengladungen zur Explosion. Kurz darauf trifft jedoch Idens Vater in der Schnitter ein, und die Corvus wird von mehreren TIE-Staffeln unter dem Kommando von Hask attackiert. Nach einem hitzigen Duell mit ihrem ehemaligen Kameraden gelingt es Iden, Hask abzuschießen, so dass dieser getroffen abstürzt. Anschließend landet sie ihren Raumjäger unsanft auf die Schnitter und kämpft sich einen Weg ins Innere frei, wo sie ihren Vater von dem abstürzenden Schiff zu evakuieren versucht. Dieser erkennt zwar, dass seine Tochter die ganze Zeit über Recht behielt, will jedoch mit dem Imperium untergehen. Schweren Herzens lässt Iden ihren Vater zurück und flieht in einer Rettungskapsel, bevor die Schnitter auf der Planetenoberfläche aufschlägt. Kurz darauf wird sie von Del und Shriv gefunden, die ihr berichten, dass die Neue Republik die Schlacht gewonnen hat. Gemeinsam blicken sie auf das mit Schiffswracks übersäte Gebiet und feiern das Ende der imperialen Herrschaft.
29 Jahre später: In der Galaxis braut sich nach langer Zeit des Friedens wieder neue Bedrohung durch die Erste Ordnung zusammen. Del Meeko, inzwischen mit Iden verheiratet und Vater einer Tochter, ist mit der Corvus auf Pillio gelandet, um dort über verdächtige Aktivitäten nachzuforschen. Er wird jedoch von Glebs Jinata-Sicherheitsdienst gefangen genommen und an die Erste Ordnung ausgeliefert. Kylo Ren, der auf der Suche nach der Karte zu Luke Skywalkers Aufenthaltsort ist, verhört Del und dringt mit Hilfe der Macht in seine Gedanken ein. Nachdem er die gewünschten Informationen – den Namen Lor San Tekka und dessen Aufenthaltsort – erhalten hat, übergibt er Del an Hask, der wider Erwarten überlebt hat. Hask erschießt Del, nachdem er angekündigt hat, auch Iden und ihre gemeinsame Tochter finden zu wollen.

### Erweiterung "Wiederbelebung"
Am 13. Dezember 2017 erschien für Battlefront II, passend zum Start des gleichnamigen Kinofilms, der DLC "The Last Jedi". Dieser erweitert unter anderem die Kampagne um drei zusätzliche Kapitel, die Iden Versios Geschichte fortsetzen und parallel zu den Geschehnissen in dem Star-Wars-Film Das Erwachen der Macht stattfinden.
Zu Beginn der Handlung führt Iden mit ihrer Tochter Zay Manöverübungen in X-Flüglern durch, als sie von Shriv die Nachricht erhalten, dass sie sich schnellstens zu ihm auf die Corvus begeben sollten. Er klärt die beiden darüber auf, dass er für den Widerstand über ein geheimes Vorhaben der Ersten Ordnung, genannt „Projekt Wiederbelebung“, ermittelte und dabei die Corvus auf Pillio fand. Von Idens Ehemann Del Meeko, der zuletzt das Schiff geflogen hatte, fehlt allerdings jede Spur. Um herauszufinden, was mit ihm passiert ist, fliegen Iden, Zay und Shriv zum Planeten Athulla, da aus den Schiffslogs hervorgeht, dass Del sich dort aufhielt, bevor er nach Pillio aufbrach. Von einer Kontaktperson Dels erfahren sie über Hologramm, dass der Jinata-Sicherheitsdienst unter dem Kommando des Menschenhändlers Leema Kai zahlreiche Kinder entführt. Die Funkübertragung wird jedoch gestört, als Schiffe der Jinata-Sicherheit in einem Asteroidenfeld nahe Athulla auftauchen. In ihren X-Flüglern setzen Iden und Zay die feindliche Flotte außer Gefecht und schalten Leema Kai aus. Sie erhalten daraufhin die Information, dass die Jinata-Sicherheit Del gefangen genommen hatte, als dieser auf Projekt Wiederbelebung stieß. Deren Anführerin Gleb soll sich zu Idens Überraschung auf Vardos aufhalten.
Da dies die einzige Spur zu Del ist, kehrt Iden mit Zay und Shriv nach fast 30 Jahren in ihre einstige Heimatwelt zurück, die seit Operation Asche nur noch aus Ruinen besteht. In einem alten Archivgebäude entdecken Iden und Shriv die Leiche von Gleb, werden aber kurz darauf von Idens ehemaligem Kameraden Gideon Hask sowie Truppen der Ersten Ordnung überrascht. Hask verkündet stolz die Zerstörung des Regierungssitzes der Neuen Republik im Hosnian-System und eröffnet Iden außerdem, dass er aus Rache für ihren damaligen Verrat an das Imperium Del auf Pillio getötet hat. Er gibt seinem Sternenzerstörer Retribution den Befehl, die Corvus abzuschießen, auf der sich Zay noch aufhält. Das Schiff stürzt daraufhin ab, Zay kann sich aber im letzten Moment mittels einer Rettungskapsel in Sicherheit bringen. Plötzlich entflammt in den Ruinen ein Aufstand zwischen der Jinata-Sicherheit und der Ersten Ordnung. Diesen Moment der Verwirrung nutzen Iden und Shriv, nach Zay zu suchen, und finden sie schließlich nach mehreren Gefechten.
Um von Vardos zu entkommen, kapert das Trio zwei TIE-Jäger und dringt mit denen in die Retribution ein, kurz bevor diese in den Hyperraum springt. An Bord des Schiffes verschaffen sich Iden, Zay und Shriv Zugang zum Hauptcomputer und finden heraus, dass hinter Projekt Wiederbelebung die Entführung zahlreicher Kinder aus verschiedenen Sternensystemen steckt mit dem Ziel, diese zu Sturmtruppen heranwachsen zu lassen. Sie entdecken außerdem Pläne für ein gewaltiges Belagerungsschlachtschiff der Ersten Ordnung, welches eine ernsthafte Gefahr für den Widerstand darstellt. Iden beschließt, die Daten an die Widerstandsbasis zu übermitteln und speichert diese in ihren mitgeführten ID10-Suchdroiden. Bevor aber das Trio vom Sternenzerstörer fliehen kann, muss dieser zuerst aus dem Hyperraum gerissen werden. Während Shriv sich um eine Fluchtmöglichkeit kümmert, bringen Iden und Zay Sprengladungen an den Hyperantriebsgeneratoren an. Jedoch spürt Hask die beiden auf und nimmt Zay als Geisel. In einem verzweifelten Kampf gelingt es Iden, Hask mit einem von Zay zugeworfenen Blaster zu erschießen. Kurze Zeit später explodiert der Hyperantrieb, und die Retribution kommt unweit der Starkiller-Basis zum Stillstand. Iden wurde jedoch beim Kampf mit Hask tödlich verwundet und stirbt in den Armen ihrer Tochter. Vom Sternenzerstörer aus beobachtet Zay, wie die Starkiller-Basis durch den Angriff des Widerstands zerstört wird.
Mit einem gestohlenen TIE-Jäger kehren Zay und Shriv zur Widerstandsbasis auf D’Qar zurück, wo Leia Organa gerade die Evakuierung des Planeten angeordnet hat. Nachdem Shriv die Pläne aus Idens Droiden an Leia übermittelt hat, bittet sie ihn und Zay darum, zu einer neuen Mission in den Äußeren Rand aufzubrechen. Als der Inferno-Trupp des Widerstands nehmen beide das Angebot an und springen kurz darauf in den Hyperraum.

## Synchronisation
| Rolle                         | Originalsprecher                   | Deutscher Sprecher          |
| ----------------------------- | ---------------------------------- | --------------------------- |
| Luke Skywalker                | Matthew Mercer                     | Hans-Georg Panczak          |
| Han Solo                      | John Amstrong                      | Wolfgang Pampel             |
| Leia Organa                   | Misty Lee                          | Susanna Bonasewicz          |
| Lando Calrissian              | Billy Dee Williams                 | Volker Wolf                 |
| Iden Versio                   | Janina Gavankar                    | Anja Stadlober              |
| Darth Vader/ Anakin Skywalker | Matt Sloan, Matt Lanter            | Reiner Schöne, Wanja Gerick |
| Rey                           | Daisy Ridley                       | Julia von Tettenborn        |
| Kylo Ren                      | Matthew Wood/Roger C. Smith        | Julien Haggège              |
| Imperator Sheev Palpatine     | Sam Witwer                         | Friedhelm Ptok              |
| Darth Maul                    | Sam Witwer                         | Tobias Meister              |
| Yoda                          | Tom Kane                           | Tobias Meister              |
| Boba Fett & Klonkrieger       | Temuera Morrison/Dee Bradley Baker | Tobias Brecklinghaus        |
| Count Dooku                   | Corey Burton                       | Ernst Meincke               |
| Captain Phasma                | Gwendoline Christie                | Katrin Fröhlich             |
| General Grievous              | Matthew Wood                       | Rainer Doering              |
| Obi-Wan Kenobi                | James Arnold Taylor                | Philipp Moog 1              |
| Finn                          | John Boyega                        | Stefan Günther              |
| Maz Kanata                    | Grey DeLeslie                      | Nina Goldberg               |
| Del Meeko                     | T.J Ramini                         | Michael Borgard             |
| Shriv                         | Dan Donouhe                        | Tom Jacobs                  |
| Gideon Hask                   | Paul Blackthorne                   | Roland Jankowsky            |
| Garrick Versio                | Anthony Skordi                     | Klaus Nierhoff              |
| Ralsius Paldora               | Oliver Vaguer                      | Mario Belon                 |

## Entwicklung
Im Dezember 2015 gab es erste Andeutungen, dass es eine Fortsetzung geben wird. Einige Monate später erfolgte im Mai 2016 dann die offizielle Bestätigung, dass sich Star Wars Battlefront 2 in der Entwicklung befindet. Damals betonte man, dass man sich vorrangig an den aktuellen Kinofilmen orientieren möchte. Nachdem es Ende 2016 wieder ruhiger um das Spiel wurde, kündigte man für den 15. April 2017 eine große Enthüllung an. Im Rahmen der Gamescom 2017 präsentierte man die Raumschlachten, die nach großer Kritik aufgrund des Fehlens beim Vorgänger zurückkehrten.
Trotz einiger Andeutungen, die sich im Endeffekt als Fehler herausstellten, bietet Star Wars Battlefront 2 keine Unterstützung von Virtual Reality.
Nach tagelangem Ärger mit der Community sowie unzähligen negativen Presseberichten entschied sich EA im November 2017 dafür, alle vorhandenen Mikrotransaktionen vorerst aus dem Spiel zu streichen. EA-Finanzchef Blake Jorgensen zufolge würde man die Idee von Mikrotransaktionen in Star Wars Battlefront 2 aber nie komplett aufgeben. Im April 2018 wurden die Mikrotransaktionen im Spiel wieder aktiviert. Es sind allerdings nur noch optische Erweiterungen der Soldaten- sowie Heldenklassen durch Mikrotransaktionen erhältlich.

## Rezeption
Star Wars Battlefront II hat national und international durchschnittliche Bewertungen erhalten. Kritisiert wurde insbesondere der Einsatz von Lootboxen, welcher in Nachbesserungen des Spiels allerdings verringert wurde.

„Ich möchte Battlefront 2 wirklich mögen und bis zu einem gewissen Grad tue ich es auch. Die Technik ist toll, die Atmosphäre stimmt, die Gefechte sind kurzweilig und unterhaltsam. Rein spielerisch bin ich absolut zufrieden. Die falschen Entscheidungen trafen die Entwickler jedoch bei den Lootboxen und dem Fortschrittssystem. Die Charakterentwicklung hinter zufällig verteilten Sternkarten und Herstellungsteilen aus solchen Boxen zu verstecken, ist der völlig falsche Schritt und geht gar nicht in Ordnung.“

## Verkaufszahlen
In den Vereinigten Staaten war Star Wars Battlefront 2 im Monat November des Jahres 2017 nach Call of Duty: WWII das zweitmeistverkaufte Computerspiel. Während seiner ersten Verkaufswoche in Japan wurde die PlayStation-4-Version des Spiels 38.769 Mal verkauft, wodurch es auf Platz 4 der Charts aufstieg. Bis Dezember 2017 konnte sich das Spiel weltweit insgesamt etwa 7 Millionen Mal verkaufen, nur knapp mehr als die Hälfte des Vorgängers. Im Januar 2018 verkündigte EA, dass sie ihr Verkaufsziel verfehlten, da sie sich das Ziel gesetzt hatten, 10 Millionen Einheiten bis Dezember 2017 zu verkaufen.

## Roman
- Star Wars Battlefront II: Inferno-Kommando von Christie Golden, Oktober 2017, Panini Verlag, ISBN 978-3-8332-3568-9.